# Claude Bouton

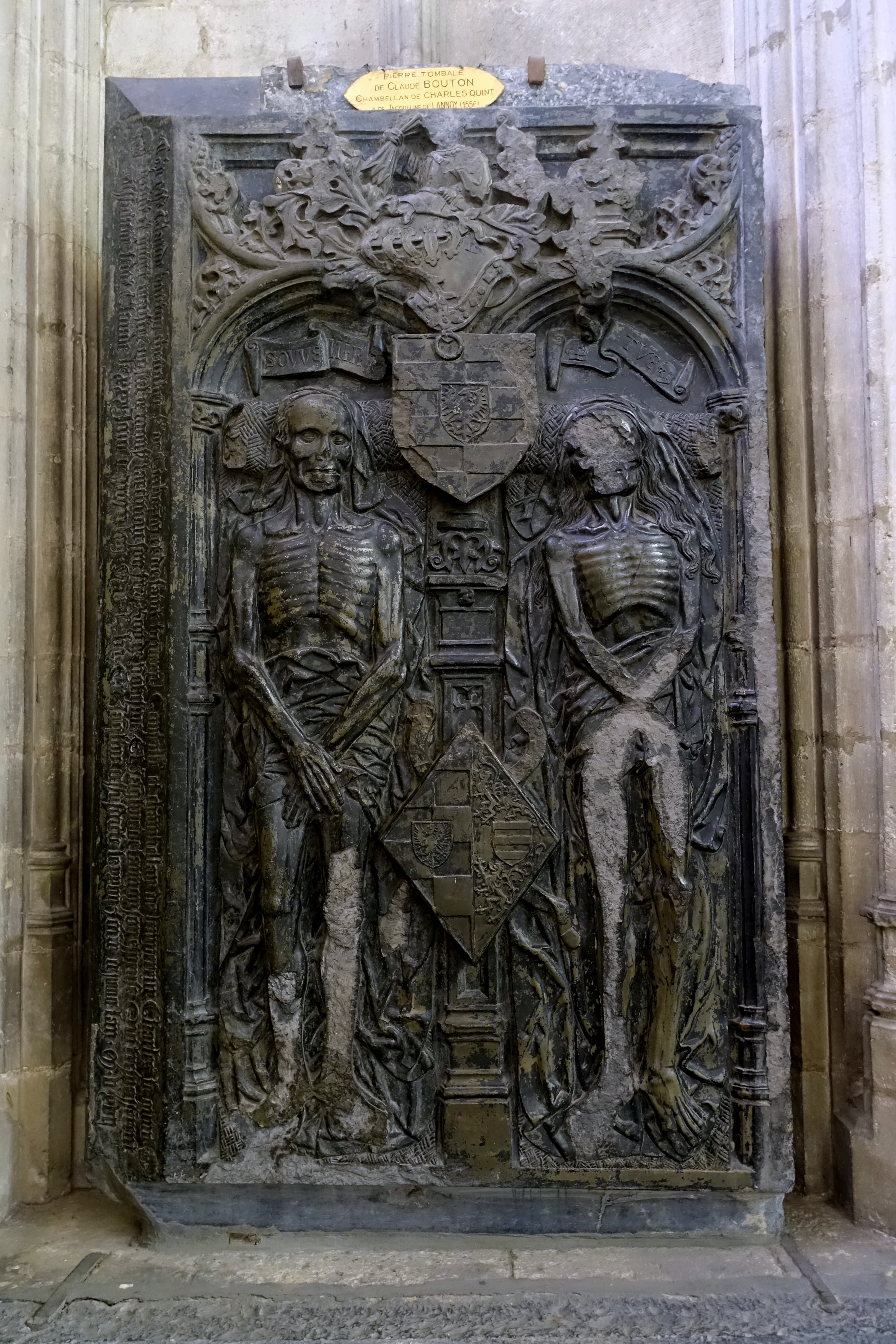
Grafsteen van Claude Bouton en Jacqueline van Lannoy in de Zavelkerk

Claude Bouton, heer van Corbaron, Saint-Beury, Malen en Weert (1473/1474 – Brussel, 30 juni 1556) was een hoveling, diplomaat en dichter in de Habsburgse Nederlanden.

## Leven
Hij kwam uit Bourgondië maar verliet zijn geboortestreek rond 1488 om zich te verbinden aan het hof van de jonge Filips de Schone in de Nederlanden. Hij trouwde in 1514 met Jacqueline van Lannoy, kleindochter van Boudewijn I van Lannoy.
Hij werd in 1512 kamerheer van keizer Karel V, die hem in 1519 naar Engeland stuurde om de steun van koning Hendrik VIII voor zijn keizersverkiezing te verwerven. In 1526 vervulde Bouton een tweede missie in Engeland en in 1531 en 1539 in Frankrijk. In dat laatste jaar gaf hij als lid van de Raad van State advies over de Gentse Opstand. Hij diende aan het hof van regentes Maria van Hongarije en werd in 1545 voogd van de elfjarige Willem van Oranje, aan wie een belangrijke erfenis was toegevallen, wat voor keizer Karel V alleen aanvaardbaar was als hij uit zijn lutherse familie werd gehaald en katholiek opgevoed in Brussel. Bouton stond vooral in voor Willems opvoeding. In 1549 deed Bouton afstand van de voogdij over Willem, maar hij bleef betrokken bij zijn pupil, met wie hij reizen ondernam. Datzelfde jaar nam hij ook deel aan de Triomf van Binche die Maria van Hongarije organiseerde. Hij speelde de boze tovenaar Norabroc (de naam van zijn heerlijkheid achterstevoren gespeld).
Bouton is de auteur van de Mirouer des Dames, geschreven tussen 1517 en 1523. Hij bezat een uitgebreide boekencollectie, waaronder de Douze dames de rhétorique.
In de Brusselse Zavelkerk liet Bouton een familiekapel bouwen waar hij ook begraven is. Op zijn tombe is hij met zijn vrouw afgebeeld als skelet.

## Voetnoten
1. ↑  René van Stipriaan, De Zwijger. Het leven van Willem van Oranje, 2021, p. 47. ISBN 9021402750
2. ↑  René van Stipriaan, De Zwijger. Het leven van Willem van Oranje, 2021, p. 66. ISBN 9021402750